# Rocknenområdet
Rocknenområdet är ett naturreservat i Ljungby kommun i Kronobergs län.
Reservatet är 334 hektar stort och består av myrmark, barrblandskog och rullstensås. Det bildades 1977 och ligger några kilometer öster om Lidhult. Åsen är 2 kilometer lång, en getryggsås med smalt åskrön och branta sluttningar. 

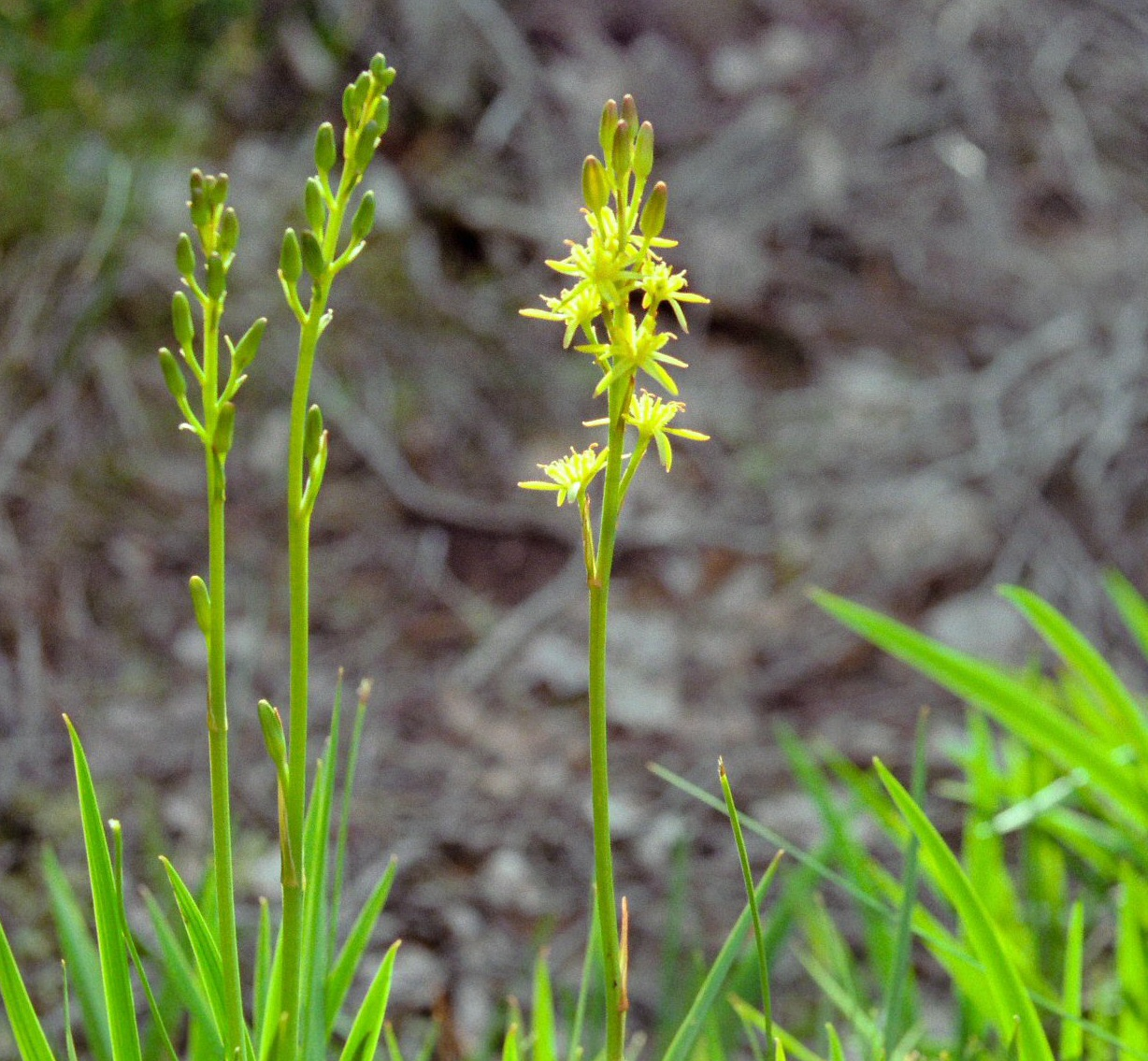
Myrlilja

Rullstensåsen är drygt 80 hektar stor och är klädd med gles barrblandskog. I kärret väster om åsen finns rikligt med myrlilja. I övrigt finns mycket pors och dvärgbjörk. På den östra sidan av åsen finns myrområde med kärr och fastmarksöar. Där finns även tjärnen Madsjön. På kärren finns blåtåtel och dytåg. 